# Samuel Alman
Samuel Alman (geboren 1879 in Sobolevka, Russisches Kaiserreich; gestorben 1947 in London) war ein jüdisch-britischer Chorleiter und Komponist.

## Leben
Samuel Alman war eines von 14 Kindern eines Musikers und Talmudisten, seine Mutter schrieb Gelegenheitsbelletristik. Er sang als Kind in der Synagoge und besuchte ab dem 17. Lebensjahr das Konservatorium in Odessa, wo er erste liturgische Stücke komponierte. Nach einer vierjährigen Wehrdienstzeit ging er auf das Konservatorium in Kischinjow. Angesichts des Pogroms von Kischinjow 1903 emigrierte Alman zu einem Onkel nach London. Er studierte dort an der Guildhall School of Music und wurde am Royal College of Music promoviert.
Alman wurde Chorleiter der Großen Synagoge von London und danach für 22 Jahre Chorleiter der Hampstead Synagogue. Er leitete den London Hazzanim Choir und gründete die Halevi Choral Society, in denen hebräische und jiddische Werke gesungen wurden. Er dirigierte 1911 und 1912 Konzerte mit Synagogenmusik in der Queen’s Hall und der Royal Albert Hall.
Alman komponierte Werke für Klavier, Orgel und Streichquartett. 1912 komponierte er die erste jiddische Oper Melech Ahaz (König Achas). 1929 wurde ein Konzert mit seinen Werken in der Wigmore Hall gegeben.

## Werke (Auswahl)

Marsch der Pioniere (Siedler im osmanischen Palästina)

- (Hrsg.): Shirei Beit ha-Knesset, Band 1, Berlin, 1925
- (Hrsg.): Shirei Beit ha-Knesset, Band 2, Oxford University Press, 1938